# 那須温泉郷
那須温泉郷（なすおんせんきょう）は、栃木県那須郡（旧国下野国）那須町に散在する温泉の総称（温泉郷）。日光国立公園内の那須岳（茶臼岳）南麓に点在する8つの温泉地をいう。同じ那須岳南麓には皇室が静養に訪れる那須御用邸がある。

## 歴史
栃木県那須郡那須町湯本に鎮座する温泉神社は延喜式神名帳にある下野国那須郡温泉（ゆの）神社の論社として知られ、同社社伝（伝承）に基づくと那須温泉の開湯（鹿の湯）は飛鳥時代の西暦630年となる。この舒明2年（西暦630年）に狩野三郎行広が鹿の湯（元湯）を発見したことに始まるという。
那須は「温泉神社（おんせんじんじゃ、ゆぜんじんじゃ）」や「湯泉神社（ゆぜんじんじゃ）」など温泉を祀る社が80社ほどある温泉信仰の極めて篤い地域であり、六国史のひとつである『日本三代実録』には従四位上勲五等下野国温泉神の記述が見られ、平安時代の西暦863年（貞観5年）頃までに、日本政庁にとっての重要温泉場のひとつに位置付けられていたことが分かる。

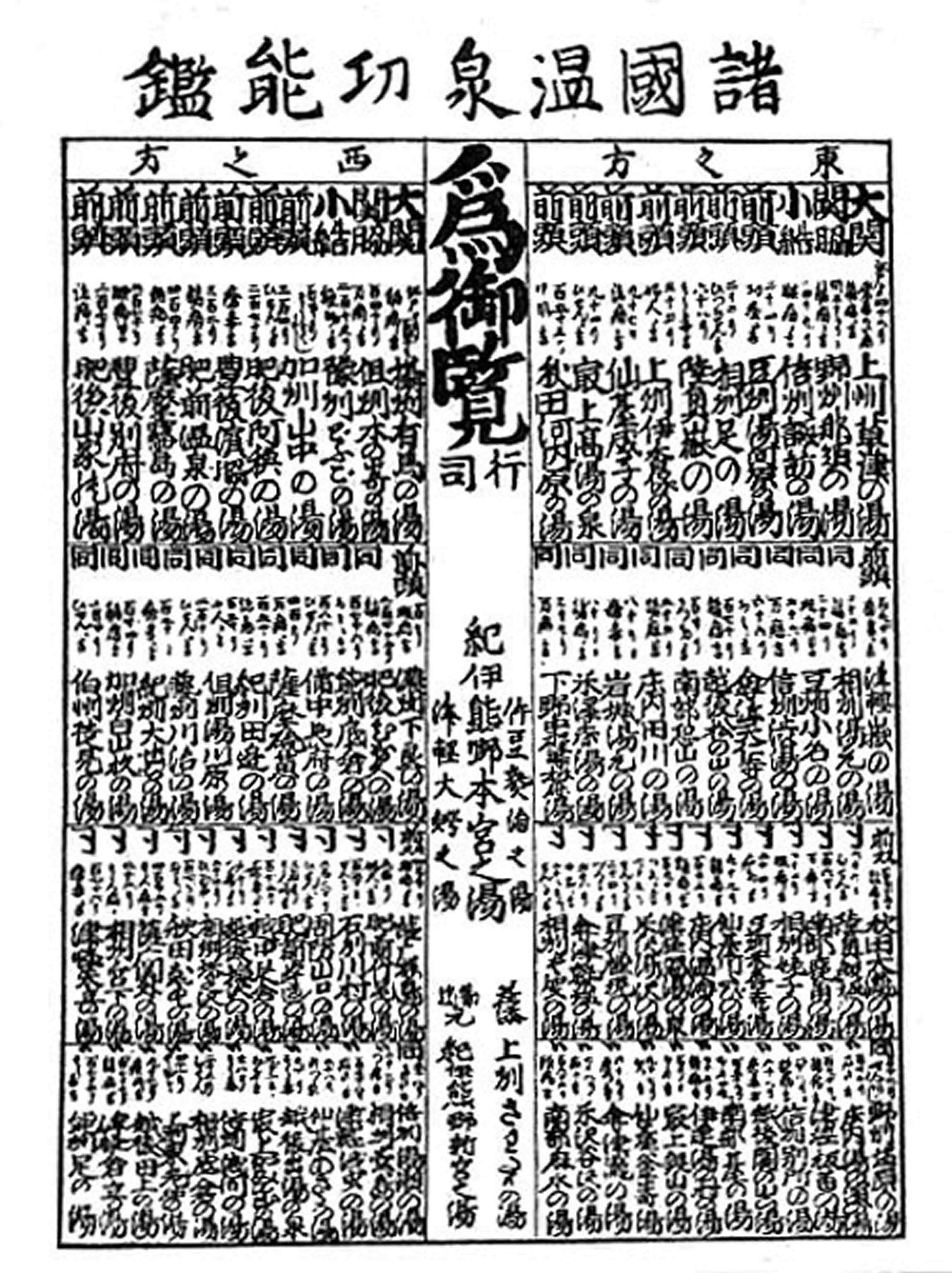
1851年（嘉永4年）2月発行の「諸国温泉功能鑑」では、那須温泉は東の大関草津温泉に次ぐ関脇に位置している

なお、これより遡る奈良時代の西暦738年（天平10年）には、従四位下の小野牛飼が湯治で那須湯（なすのゆ）に行くため、従者12人と都から下り駿河国を通った記録が正倉院文書の「駿河国正税帳」に見られ、奈良時代には既に中央官人が那須温泉を湯治場として認知していたことが分かる。
鎌倉時代に成立した『平家物語』では、源義経の徽下にあり屋島の戦いではその下知を受けた那須与一が敵船上に揺れる扇の的を射当てる際に「南無八幡大菩薩、別にしては我国の神明、日光の権現、宇都宮、那須の温泉大明神、願わくば、あの扇の真ん中射させてたばせ給え」と祈念した、という説話に「那須の温泉」が登場する。
江戸時代前期には俳人松尾芭蕉が殺生石を訪れ塩原温泉郷と並んで那須地域の顔となり、江戸時代後期から明治時代に庶民の間で流行した「温泉番付」では、諸々の番付において東の大関草津温泉に次ぐ東の関脇に位置付けられた。
太平洋戦争前に鉄道省が出版した「温泉案内」にて那須温泉郷と紹介された。

## 郷内の温泉
江戸時代までに鹿の湯（元湯）である那須湯本温泉のほか、板室温泉、三斗小屋温泉、大丸温泉、北温泉、弁天温泉、高雄温泉が次々と発見され、これらが那須七湯と称されていた。その後、明治時代に八幡温泉、大正時代に旭温泉、飯盛温泉、郭公温泉が発見され、さらに大丸温泉からの引湯により新那須温泉ができ、これらを総称して那須十二湯と呼ぶこともあった。
那須十二湯のうち板室温泉（那須塩原市）は那須町の各温泉からは地理的にやや離れていることから、那須町にある温泉を指して那須十一湯と呼んだ。このうち郭公温泉、飯盛温泉、旭温泉については宿や温泉の設備が現存しておらず、那須湯本温泉、大丸温泉、弁天温泉、北温泉、八幡温泉、高雄温泉、三斗小屋温泉の7つで那須七湯、これに新那須温泉を加え那須八湯と呼ぶこともある。なお、周辺の温泉地との関係では、那須温泉郷、塩原温泉郷、板室温泉郷に分けられることもある（塩原温泉郷については塩原温泉郷、板室温泉については板室温泉を参照）。
それぞれの温泉で効能・泉質が異なるため、湯めぐりが楽しめる。

### 那須湯本温泉

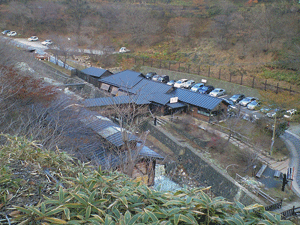
那須温泉郷を代表する湯本温泉「鹿の湯」は殺生石近くにあり温泉郷の象徴的な存在である

九尾の狐伝説で有名な殺生石近くにある温泉街。那須温泉郷で最も古く、温泉神社を中心に温泉街を形成している。
泉質
- 硫化水素泉
- 酸性明礬泉

等
温泉街
那須温泉郷のシンボル的共同浴場「鹿の湯」がある。
歴史
開湯伝説によれば、鹿が温泉で傷を癒しているところを発見したとされ、共同浴場の名前にその由来が残る。
江戸時代は黒羽藩が管理し、また松尾芭蕉も奥の細道の途中で那須湯本温泉に宿泊している。
1858年（安政4年）に温泉街を流れる湯川左岸が氾濫して温泉街が壊滅し、現在の右岸高台側に移転した。

### 新那須温泉
1923年（大正12年）に大丸温泉の源泉からの引き湯に成功し、那須温泉の南に旅館が開業し、一帯が新那須温泉と呼ばれるようになった。

### 大丸温泉 （おおまるおんせん）
車で行ける那須温泉郷の温泉の中では最も奥まった標高の高い場所に位置する温泉。奥那須温泉とも呼ばれる。
泉質
- 単純泉

那須ロープウェイ山麓駅の少し下に、数件の宿がある。小川をせき止めた露天風呂「川の湯」がある。明治時代の軍人乃木希典夫妻がよく訪れた宿がある。那須御用邸に注ぐ湯の元湯はこの付近に湧いているとされる。

### 弁天温泉
大丸温泉と湯本温泉の間にある1軒宿。湯量も豊富。
泉質
- 単純泉

### 北温泉
別名天狗温泉と呼ばれ、温泉のいたるところに天狗の面が飾られている。駐車場に車を停め、遊歩道を歩いて渓谷を下りた位置にある温泉。温泉と駐車場が離れているのは、先代が車の排気による景観破壊を懸念したためという。湯量も豊富で、プールのように大きな露天風呂がある。映画『テルマエ・ロマエ』ではロケ地ともなった。

#### つげ義春と水木しげる
昭和40年代にはつげ義春が好んで訪問したが、水木しげるを案内したことがあり、当時の女将が20代後半くらいの美人で、その女将と水木しげるの弟が混浴をしたということが宿で話題になった。つげと水木はプールの大きな浴槽にいたため、そのことに気づかず水木は大変残念がった。後につげは本の仕事で再訪するが、女将は世間話の最中に何のためらいもなく服を脱いでさっさとお風呂に入っていったことに驚いたという。後年、外観を改築した際に、木造の趣を残すよう木に似せた新建材を使用し、迷路のような入り組んだ暗い宿の内部も、木造のままの巨大な温泉プールもその後も後年に至っても昔の風情を残しているのは、この女将の考えではないかとつげは推測している。つげは夜の巨大プールのイラストを残している。
泉質
- 単純泉
- 弱食塩泉
- 鉄泉

温泉地
余笹川の谷合深くひっそりと建っている一軒宿である。建物傍まで車では行くことができず、バス停から徒歩30分、県営の無料駐車場からも5分程深い谷と絶景を見ながら歩くことになる。
木造3階建ての建物は江戸時代、明治時代、昭和の建物が渾然と一体となってレトロな雰囲気を醸し出している。
歴史
江戸時代から続く湯治場であり、第二次世界大戦前後には多くの兵士が訪れており、写真や勲章が飾られている。

### 八幡温泉
毎年5月中旬から6月上旬にかけ、20万本ものツツジ群生の眺望ができる温泉。
泉質
- 単純泉

### 高雄温泉
かつては廃業した旅館跡地に無料で入れる野湯が存在した。現在は別経営者によるホテルが営業している。他に宿泊施設一軒あり。
泉質
- 硫酸塩硫化水素泉

宿泊施設

### 三斗小屋温泉 （さんどごやおんせん）
那須ロープウェイ山頂駅から茶臼山を越えた向こう側にあり、徒歩でしかたどり着けない。他の温泉からは離れた那須塩原市の山奥の飛び地にあり、旅館2軒。
泉質
- 単純泉

## 交通
- 鉄道利用の場合、JR東日本の那須塩原駅（東北新幹線、宇都宮線） または 黒磯駅（宇都宮線、東北本線）から、路線バス または タクシーやレンタカー利用となる。
  - 路線バスは全便那須塩原駅発着で黒磯駅を経由する。
- 高速バス利用の場合、バスタ新宿から那須・塩原号が那須湯本温泉（殺生石手前の那須温泉神社付近）まで運行している（時刻表）。
- 自家用車利用の場合、主に東北自動車道の那須ICから栃木県道17号那須高原線（通称：那須街道）経由、または黒磯板室ICから栃木県道369号黒磯田島線（通称：板室街道）経由となる。

公共交通機関を利用して訪れる観光客の那須内のアクセスを向上するため、那須高原観光周遊バスが道の駅那須高原友愛の森を基点に那須温泉郷や那須高原の観光施設（那須サファリパーク、南ヶ丘牧場、那須湯本、那須高原りんどう湖ファミリー牧場など）を周回運行している。

## 周辺のみどころ
那須湯本温泉には那須温泉神社と殺生石がある。那須温泉神社境内には那須温泉の発見者と伝えられる狩野行広を祀る見立神社など境内社が複数座す。温泉神社と殺生石は散策道でつながっている。殺生石から車または路線バスでボルケーノハイウェイ（旧有料道路、現在は無料）を登ると、つつじ吊橋（渓谷にかかる歩行者用つり橋）、八幡のつつじ群落、那須高原恋人の聖地展望台、大丸温泉、那須ロープウェイ山麓駅（路線バスはここまで）を経て峠の茶屋駐車場に至る。ロープウェイ利用で茶臼岳まで1時間程度、峠の茶屋から徒歩で2 - 3時間前後で茶臼岳、朝日岳、三本槍岳に登頂できる。那須岳の斜面はヤシオツツジの名所であり、特に湯本温泉から大丸温泉の間（弁天温泉周辺）は、初夏には一面真っ赤に染まるほどに咲く。ツツジの群落の中に遊歩道があり、歩きながらゆっくり花を堪能できる。北温泉から30分ほど朝日岳方面へ登った登山道沿いには白い花の咲くシロヤシオの群落がある。ツツジと言えば普通樹高2 - 3mの灌木だが、ここのヤシオツツジは幹の直径10 cm以上樹高5 m以上の大木が多い。那須温泉郷から下った山裾は那須高原として数々の観光地がある。
2011年（平成23年）5月22日に那須御用邸の約半分の面積の敷地が那須平成の森として一般開放された。八幡温泉から北西に1kmほどいった位置に中心施設である那須平成の森フィールドセンターがある。

## 参考資料
1. ↑  “環境百科 那珂川”. 関東地方整備局. 2022年12月6日閲覧。
2. 1 2  塙静雄『とちぎの社寺散歩』（下野新聞社、2003年）
3. ↑  那須温泉神社 社伝
4. 1 2 3 4 5  “那須町の魅力”. 那須町. 2022年12月6日閲覧。
5. ↑  『日本三代実録』貞観五年十月七日 丙寅の条
6. ↑  『日本三代実録』貞観十一年二月二十八日 丙辰の条
7. ↑  正倉院文書「駿河国正税帳」
8. ↑  『平家物語』巻第十 四「那須与一」
9. ↑  「大日本温泉一覧 廿世紀見立改正新版」（明治四十一年、片田長次郎印刷、東京日本橋区馬喰町四丁目拾番地）
10. ↑  「諸国温泉功能鑑」（墨屋小兵衛、烏丸通松原下町）
11. ↑  那須温泉旅館協同組合 温泉と歴史
12. ↑  “那須野ヶ原の地域活性化に向けて”. 水素エネルギーシステム Vo1.37，No.4 (2012). 2022年12月6日閲覧。
13. ↑  “新那須温泉”. 那須町観光協会. 2022年12月6日閲覧。
14. ↑  『つげ義春が語る 旅と隠遁』（『大人の週末』2000年5月号より、筑摩書房 P154 2024年月20日）